# Myrcia huallagae
Myrcia huallagae är en myrtenväxtart som beskrevs av Mcvaugh. Myrcia huallagae ingår i släktet Myrcia och familjen myrtenväxter.
Artens utbredningsområde är Peru. Inga underarter finns listade i Catalogue of Life.